# Vilayet di Giannina
Il vilayet di Giannina (in turco: Vilâyet-i Yanya) fu un vilayet dell'Impero ottomano, nell'area dell'attuale Albania.

## Storia

### Il movimento nazionale dell'Epiro
Anche se parte della popolazione locale dell'allora eyalet di Giannina aveva contribuito alla Guerra d'indipendenza greca (1821–1830) la regione dell'Epiro non era divenuta pare dello Stato greco. Nel 1878 scoppiò una ribellione che spinse i rivoluzionari epiroti a prendere il controllo delle città di Sarandë e Delvinë. Ad ogni modo, essa venne repressa dalle truppe ottomane, che bruciarono 20 villaggi nella regione come rappresaglia.
L'anno successivo la popolazione greca di Ioannina autorizzò una commissione per presentare ai governi europei le loro richieste per l'unione con la Grecia.
Nel 1906 l'organizzazione della Società Epirota venne fondata da membri della diaspora epirota, Panagiōtīs Dagklīs e Spyros Spyromilios, che anelavano all'annessione con la Grecia col supporto della popolazione greca locale.

### Il risveglio nazionale albanese

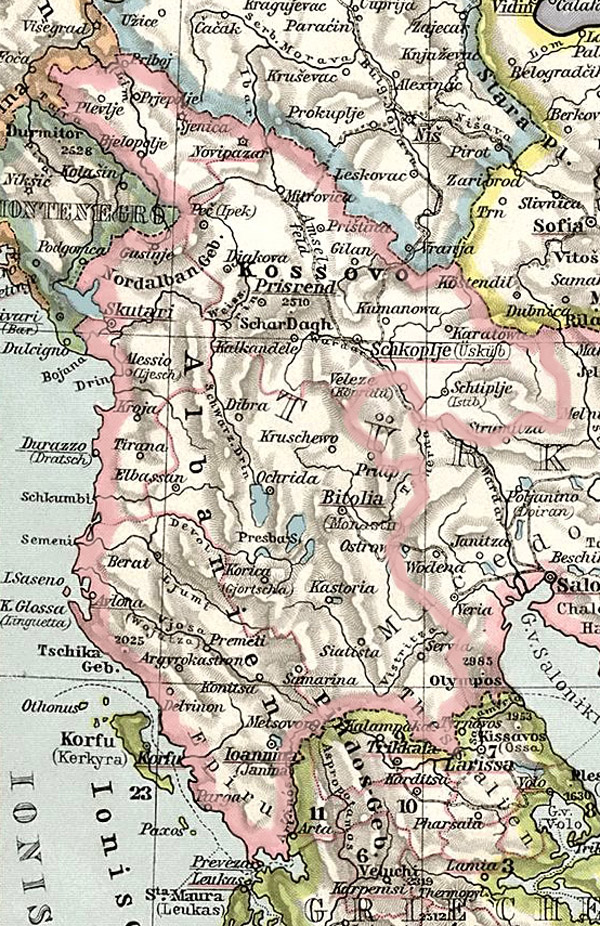
I 4 vilayet ottomani (Kosovo, Scutari, Monastir e Ioannina), proposti per formare l'unico vilayet d'Albania.

Il Vilayet di Janina fu uno dei centri principali per la vita culturale e politica degli albanesi che vivevano nella regione e nel Vilayet di Monastir. Una delle ragioni principali era l'influenza dell'educazione greca e della cultura che gli scrittori sud-albanesi ricevevano nella famosa scuola greca di Ioannina, la Zosimaia. Abdyl Frashëri, il primo ideologo politico del risorgimento albanese fu uno dei sei deputati del Vilayet di Janina al primo Parlamento dell'Impero ottomano nel 1876—1877. Abdyl Frashëri, da Frashër (attuale Albania), assieme a Mehmet Ali Vrioni di Berat (sempre in Albania), ed altri membri della comunità albanese di Giannina, fondarono la Commissione Albanese di Janina nel maggio del 1877. Frashëri combatté contro le decisioni del Trattato di Santo Stefano. Ad ogni modo, la Lega di Prizren, si spinse sempre più verso la causa di unione con la Grecia.

### La fine del governo ottomano
Durante la rivolta albanese del 1912 il vilayet di Janina venne proposto come uno dei quattro vilayet preposti a formare il vilayet d'Albania. Il governo ottomano pose fine alle rivolte accettando gran parte delle richieste dei ribelli albanesi il 4 settembre 1912.
Fu solo dopo la prima guerra balcanica del 1912–1913 e dopo la firma del Trattato di Londra (1913) che la parte meridionale del vilayet, che includeva Ioannina, venne incorporata alla Grecia. La Grecia ottenne anche l'Epiro settentrionale durante le guerre balcaniche, ma il trattato di Bucarest, che concluse la seconda guerra balcanica, assegnò l'Epiro del Nord all'Albania che da poco si era costituita in principato indipendente.

## Geografia antropica

### Suddivisioni amministrative
I sangiaccati del vilayet di Giannina nel XIX secolo erano:
1. sangiaccato di Yanya
2. sangiaccato di Ergiri
3. sangiaccato di Preveze
4. sangiaccato di Berat